# Nagytótfalu
Nagytótfalu község Baranya vármegyében, a Siklósi járásban.

## Fekvése
Pécstől délre, Siklós keleti vonzáskörzetében található.
A szomszédos települések: észak felől Vokány, északkelet felől Palkonya, kelet felől Kisharsány, nyugat felől pedig Siklós.

### Megközelítése
Központja közúton csak Siklós vagy Kisharsány felől érhető el, mindkét irányból az 5715-ös úton. Közigazgatási határai közt délen elhalad az 5701-es út, illetve határszélét északnyugaton harántolja még az 5711-es út is, de ezek itteni lakott területeket nem érintenek.
Déli határszélei között elhaladt a Középrigóc–Villány-vasútvonal is, de a vasútnak valószínűleg sosem volt megállási pontja a falu területén.

## Története
Az Árpád-kori település, Nagytótfalu nevét 1294-ben említették először az oklevelek, Touthfolu néven. Touthfolut a Kán nemzetséghez tartozó Siklósi családból származó Gyula jobbágyai lakták. A török időkben is lakott maradt, a határában álló pálos rendi Bajcsi-monostor feldúlása után a hagyományok szerint ide a faluba menekült egy „konyhás” barát, aki református hitre térve a népes Konyhás család őse lett. A reformáció idején Tótfalu lakossága is áttért a református hitre.
Az 1900-as évek elején Nagytótfalu Baranya vármegye Siklósi járásához tartozott.
Az 1910-ben végzett népszámlálás adatai szerint Nagytótfalunak 497 lakosa volt, ebből 482 magyar, 11 német, 3 horvát, melyből 80 római katolikus, 388 református, 12 evangélikus volt.
A 2001-es népszámlálási adatok szerint 379 lakos élt ekkor a településen.

## Idegen elnevezései
Horvátul a hivatalos neve az alsószentmártoni horvátok által használt Veliko Selo. További elnevezései: a hercegszántói horvátok Tofalának, a töttösi horvátok Totovalának hívták a települést.

## Közélete

### Polgármesterei
- 1990–1994: Püspöki Sándor (független)[4]
- 1994–1998: Püspöki Sándor (független)[5]
- 1998–2002: Afentaler József (független)[6]
- 2002–2004: Jeszenszky Ildikó (független)[7]
- 2004–2006: Afentáler József (független)[8]
- 2006–2010: Afentáler József (független)[9]
- 2010–2014: Raposa Attila (független)[10]
- 2014–2019: Raposa Attila (független)[11]
- 2019–2024: Raposa Attila (független)[12]
- 2024–2025: Kósa Tiborné (független)[1]

A településen 2004. november 21-én időközi polgármester-választást tartottak, az előző polgármester lemondása miatt.
2025. augusztus 31-én ismét időközi polgármester-választást (és képviselő-testületi választást) kell majd tartani a községben, ezúttal az előző képviselő-testület néhány hónappal korábban kimondott feloszlása miatt.

## Népesség
A település népességének változása:
| Lakosok száma | 376  | 371  | 364  | 325  | 309  | 304  | 298  | 303  |
|               | 2013 | 2014 | 2015 | 2019 | 2021 | 2022 | 2023 | 2024 |

A 2011-es népszámlálás során a lakosok 93,5%-a magyarnak, 0,5% horvátnak, 0,5% lengyelnek, 1,3% németnek, 0,3% románnak mondta magát (6% nem nyilatkozott; a kettős identitások miatt a végösszeg nagyobb lehet 100%-nál). A vallási megoszlás a következő volt: római katolikus 46,2%, református 17,1%, evangélikus 0,5%, görögkatolikus 0,3%, felekezeten kívüli 6,2% (29,6% nem nyilatkozott).
2022-ben a lakosság 86,2%-a vallotta magát magyarnak, 2,3% németnek, 2% cigánynak, 2,3% egyéb, nem hazai nemzetiségűnek (11,5% nem nyilatkozott; a kettős identitások miatt a végösszeg nagyobb lehet 100%-nál). Vallásuk szerint 36,2% volt római katolikus, 16,4% református, 0,3% görög katolikus, 1,3% egyéb keresztény, 2,6% egyéb katolikus, 12,8% felekezeten kívüli (30,3% nem válaszolt).

## Nevezetességei

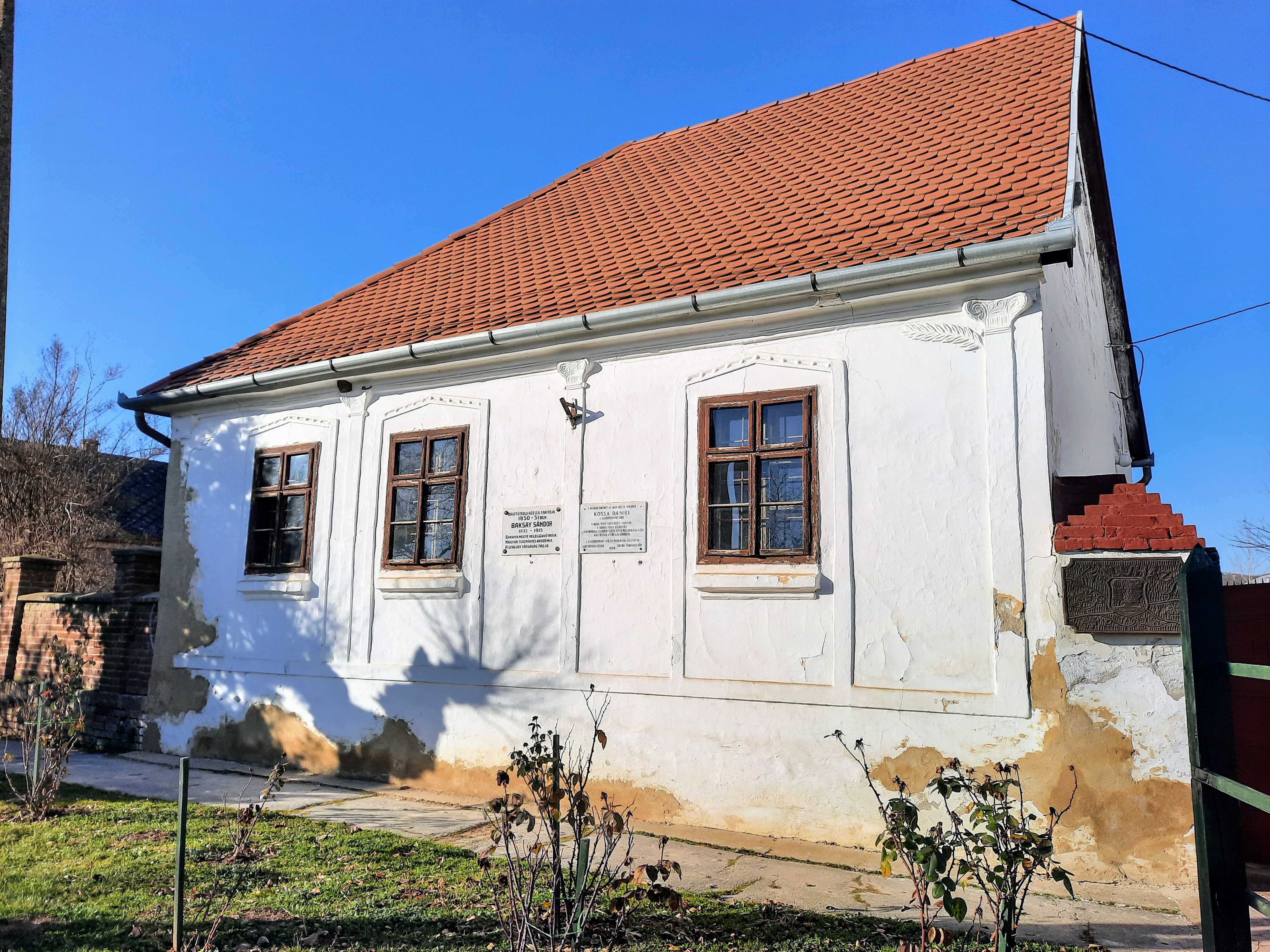
faluház, egykori tanítólakás

- Református temploma 1782-1786 között épült, műemlék.
- A volt iskola és tanítólakás: A helyi református gyülekezet építtette 1846-ban. 1951-ben az egyház "önként, és ellenszolgáltatás nélkül" átadta a Magyar Államnak. 1982-ben az Országos Műemlékvédelmi Hivatal védett népi műemlékké nyilvánította az épületet Simorné Bokody Éva önkéntes drávaszögi néprajzi gyűjtő közbenjárására. Az ő magángyűjteménye került itt elhelyezésre, bemutatásra 1988. szeptember 9-től kezdődően, mint Iskolatörténeti Gyűjtemény és Tájház. 2012-ben a faluvezetés felszámoltatta az itt elhelyezett berendezést, és kiállítást; azaz Külső-Drávaszög tájegység teljes néprajzi gyűjteményét. A volt Tájház kertjében a védett, és őshonos növényekből gyűjtött, és nevelt mini arborétum teljes felszámolásra került, itt jelenleg dísznövények láthatóak. A volt káplánszobában, a Pécsi Várostörténeti Múzeum által bemutató jelleggel kiállított 52 iskolatörténeti tárgy még ebben a kis utcafrontos helyiségben van elhelyezve. 2012 március 29-től a műemléképület a "Faluház" elnevezést kapta.

## Természeti értékei

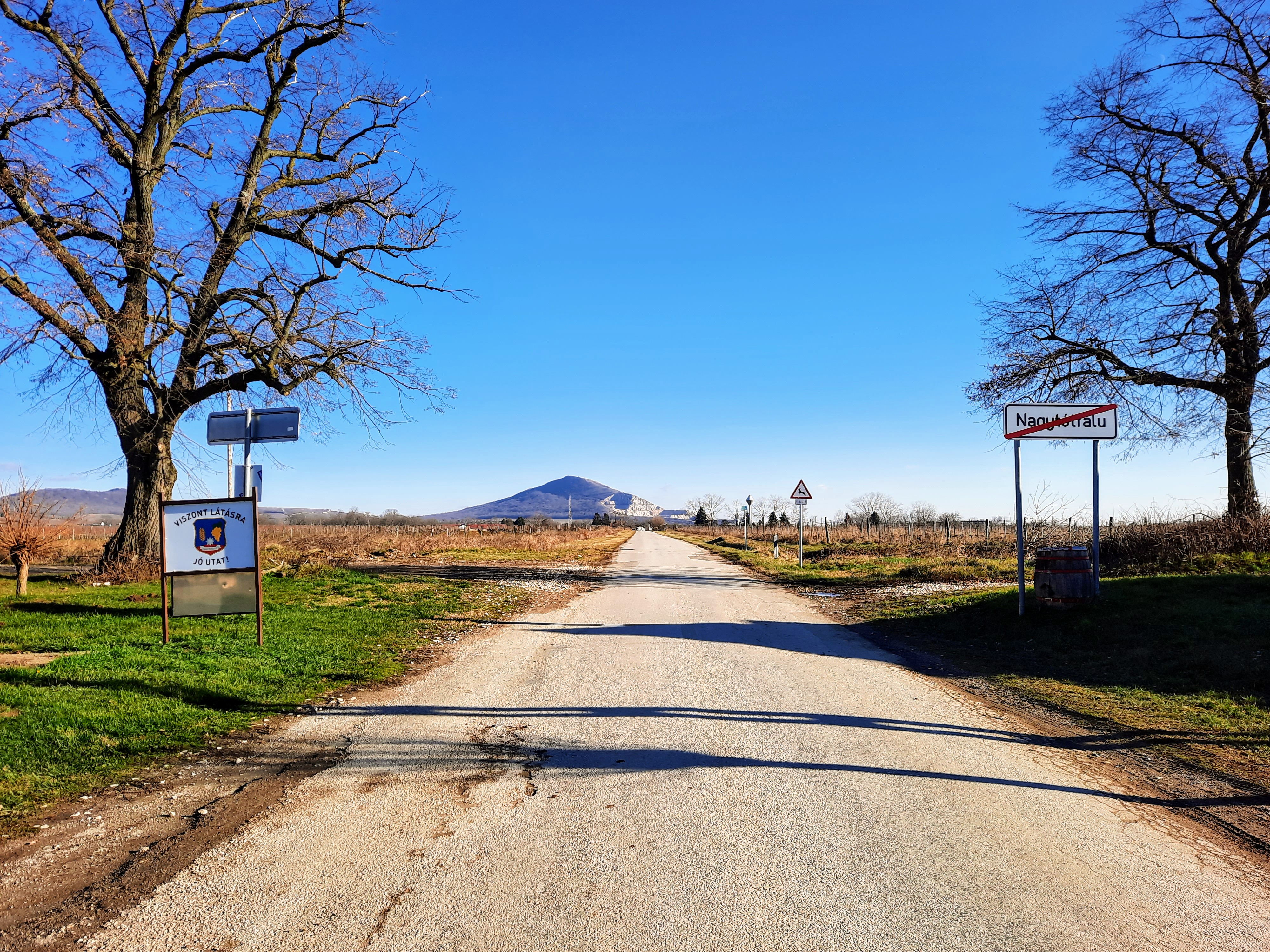
a falu keleti vége, háttérben a Szársomlyó

A településen található Baranya vármegye három legöregebb kislevelű hársa, melyek közül a legnagyobb 280 cm kerületű és 25 méter magasságú, a középső 265 cm átmérőjű és ugyancsak 25 méter magasságú. Míg a harmadik 226 cm kerületű és 24 méter magasságú.